# Wilhelm von Borries

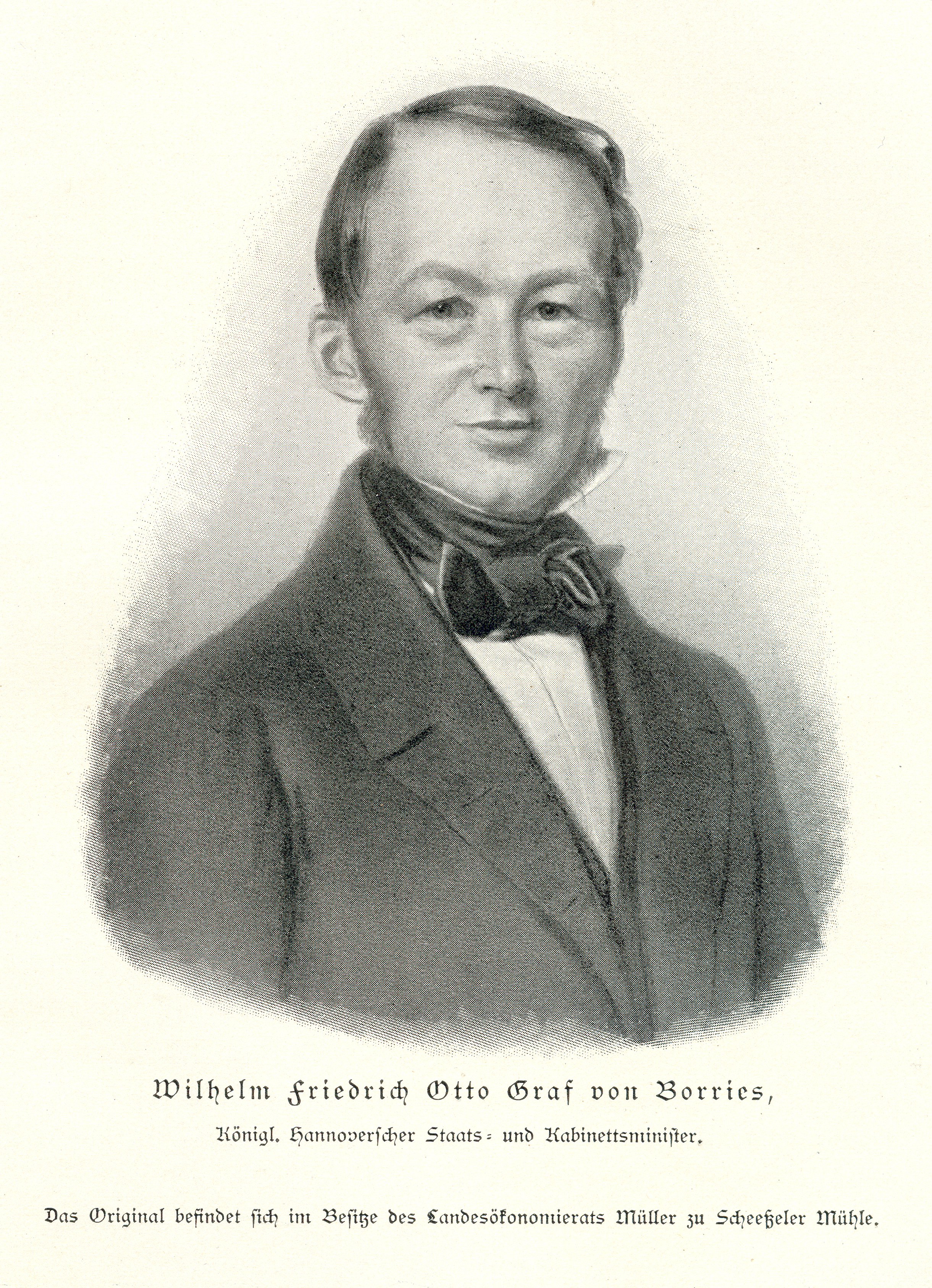
Wilhelm von Borries

Wilhelm Friedrich Otto Graf von Borries, född 30 juli 1802 i Dorum, död 14 maj 1883 i Celle, var en tysk politiker.
Borries blev 1851 hannoveransk inrikesminister i kabinettet Eduard von Schele zu Schelenburg, men utträdde därur 1852. År 1855 övertog han åter inrikesportföljen och drev som ledande hannoveransk statsman driva en hänsynslös reaktionär politik efter mönster av Otto Theodor von Manteuffel i Preussen. Han bekämpade särskilt de tyska enhetssträvandena. Han åtnjöt kung Georg V:s ynnest och blev under striderna i lantdagen av monarken ostentativt upphöjd till greve, men tvingades 1862, till följd av adelspartiets påtryckning, åter avgå ur ministären, där han en tid bortåt maktlös åsett kung Georgs oförsiktiga österrikiska politik och utmanande hållning mot Preussen. Kungen utnämnde emellertid honom 1865 till president i statsrådet. 
Efter Hannovers förening med Preussen (1866) kom Borries inte att ingå i den oförsonliga welfiska oppositionen, utan lät sig (1867) utnämnas till ledamot av preussiska herrehuset och deltog även i den hannoveranska provinslantdagens förhandlingar.